# Артемійкова
Арте́мійкова (рос. Артемейкова) — присілок у складі Ачитського міського округу Свердловської області.
Населення — 112 осіб (2010, 153 у 2002).
Національний склад станом на 2002 рік: марійці — 80 %.